# بطولة كرة القدم الألمانية 1932-33
بطولة كرة القدم الألمانية 1932-33 هو الموسم 26 من بطولة كرة القدم الألمانية ‏. أقيم خلال الفترة 7 مايو 1933 وحتى 11 يونيو 1933، وأشرف على تنظيمه اتحاد ألمانيا لكرة القدم، وكان عدد الأندية المشاركة فيه 16، وفاز فيه فورتونا دوسلدورف.